# Kevin Langford
Kevin Charles Langford (* 21. Dezember 1985 in Fort Worth, Texas) ist ein US-amerikanischer Basketballspieler. Nach dem Studium in seinem Heimatland spielte Langford als Profi in Europa. Seine erste Profistation war der deutsche Erstligist Paderborn Baskets in der Basketball-Bundesliga 2009/10. Sein zwei Jahre älterer Bruder Keith ist als Basketballspieler wesentlich bekannter; er spielte in der NBA und gewann in Europa mehrere internationale und nationale Vereinstitel.

## Karriere
Langford ging zum Studium aus Texas an die University of California, Berkeley, wo er in der Saison 2004/05 für die Hochschulmannschaft Golden Bears in der Pacific-10 Conference der NCAA spielte. 2005 verließ er die Westküste wieder und setzte sein Studium an der Texas Christian University in seinem Heimatort fort. Nach der üblichen, den NCAA-Regularien gemäßen einjährigen Wettkampfpause nach dem Hochschulwechsel spielte Langford von 2006 bis 2009 noch drei Jahre für die Horned Frogs, die damals in der Mountain West Conference (MWC) der NCAA spielten. Die Horned Frogs, die nach dem Ende der Southwest Conference 1996 mehrmals die Conference in der NCAA wechselten, spielten in der MWC wenig erfolgreich und konnten sich für kein „Postseason“-Turnier der NCAA empfehlen. Langford zeigte zwar individuell konstant gute, aber keine herausragenden Leistungen und rückte damit im Unterschied zu seinem Bruder Keith nicht ins Blickfeld der am höchsten dotierten Profiliga NBA.
2009 unterschrieb Langford seinen ersten Profivertrag beim deutschen Erstligisten aus Paderborn. Dieser stieg nach dem erstmaligen Erreichen der Meisterschafts-Play-offs im Vorjahr in der Basketball-Bundesliga 2009/10 als Tabellenletzter ab. In der Saison 2010/11 spielte Langford dann in der ersten ungarischen Liga für den Neuling Factum Sport aus Debrecen. Die Mannschaft konnte auf dem vorletzten Tabellenplatz jedoch nur knapp einen Abstieg vermeiden. Für die Saison 2011/12 bekam Langford einen Vertrag in der zweiten spanischen Liga LEB Oro bei Grupo Iruña aus Navarra. In der regulären Saison erreichte Navarra einen dritten Platz und scheiterte in den Play-offs um den Aufstieg in die Liga ACB in der Halbfinalserie am späteren Sieger Menorca Bàsquet. In der Saison 2012/13 spielte Langford dann in der ersten griechischen Liga A1 Ethniki für Kolossos aus Rhodos, die jedoch nach einem dritten Platz im Vorjahr die Saison auf dem zehnten Platz beendeten und die Play-offs um die Meisterschaft verpassten. Für die Saison 2013/14 bekam Langford einen Vertrag beim Ligakonkurrenten Panionios aus der Hauptstadt Athen, die nach einem dritten Platz in der Vorsaison im zweitwichtigsten europäischen Vereinswettbewerb Eurocup 2013/14 spielen.